# Citoyenneté de l'Union européenne

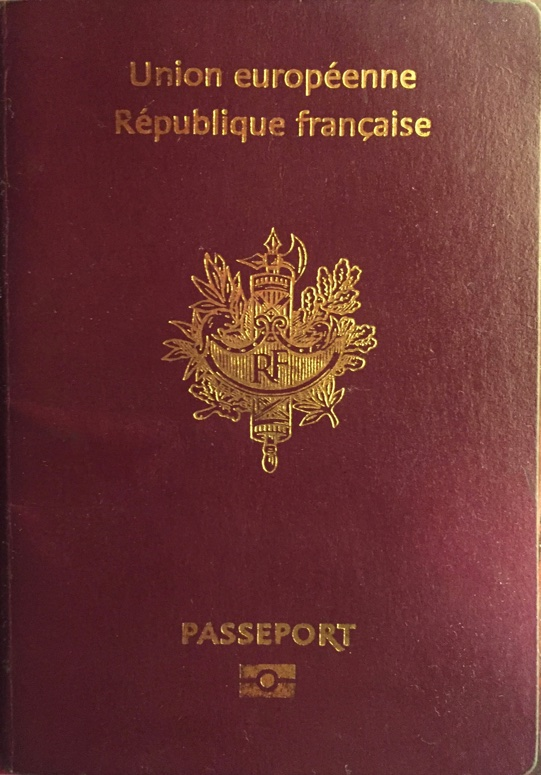
Passeport français

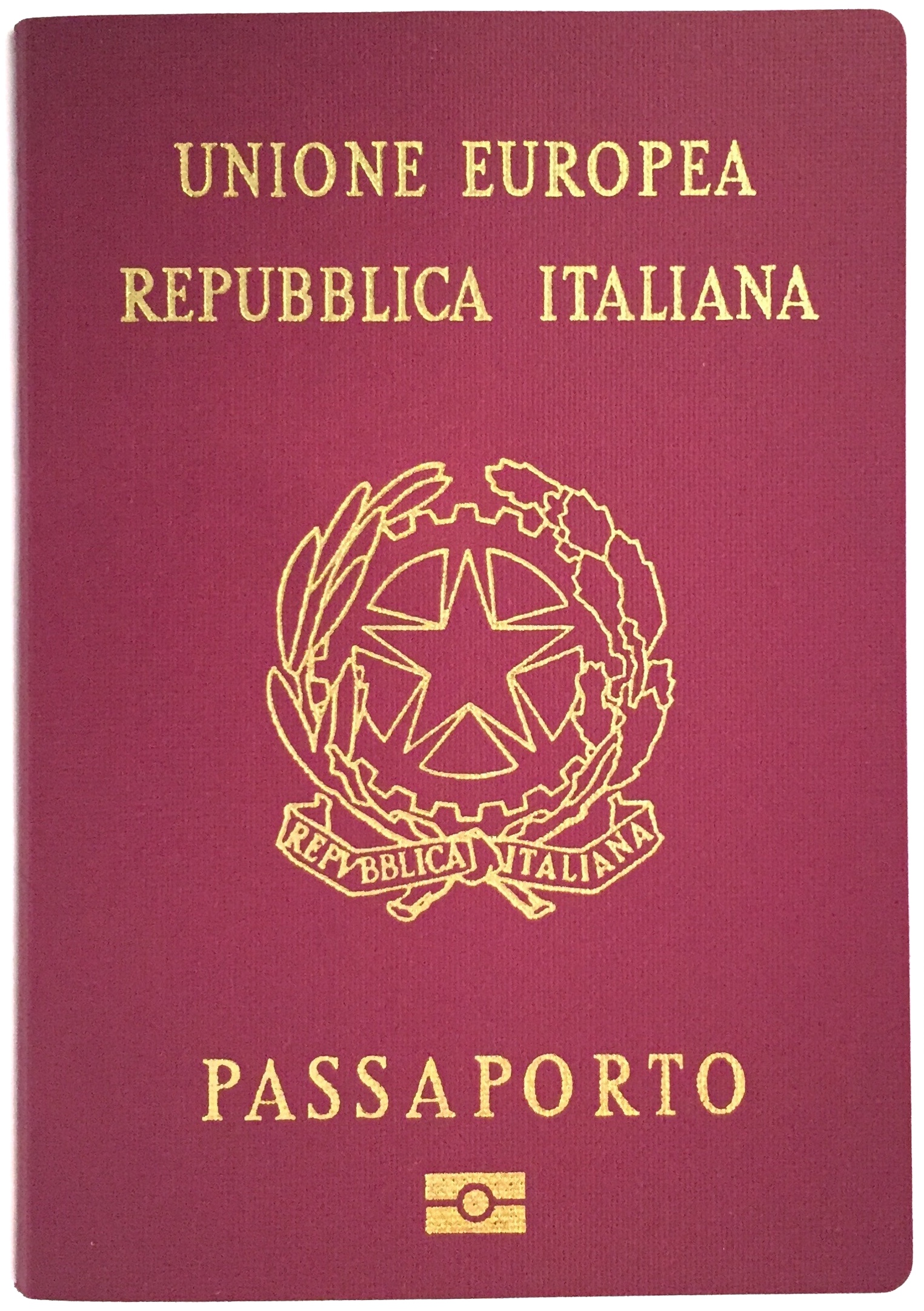
Passeport italien

Passeport grec

La citoyenneté de l'Union européenne ou citoyenneté européenne est une qualité juridique qui accorde à celui qui la possède certains droits et certaines libertés publiques. Elle a été introduite par le traité de Maastricht signé le 7 février 1992. Elle est subordonnée à la notion de nationalité, qui relève de la seule compétence des États.
D'après l'article 9 du traité sur l'Union européenne et l'article 20 du traité sur le fonctionnement de l'Union européenne :

« Est citoyen de l'Union toute personne ayant la nationalité d'un État membre. »

L'instauration de la citoyenneté européenne visait principalement à renforcer l'identité européenne et à reconnaître aux ressortissants des États membres des droits politiques, tels que la participation à l'exercice du pouvoir dans l'Union européenne (élection et éligibilité au Parlement européen, par exemple) ou l'accès à la fonction publique de l'Union européenne.

## Historique
La citoyenneté européenne est l'aboutissement d'une évolution dont le point de départ fut le Traité de Rome en 1957. Il instaura en effet la libre circulation des personnes sur le territoire de la Communauté européenne. Néanmoins cette liberté restait conditionnée à une activité économique (travail salarié, prestation de services, etc.).
En 1974, le Sommet de Paris a posé la question de « droits spéciaux » à conférer aux ressortissants de la Communauté économique.
L'Acte unique européen de 1986 a modifié le Traité de Rome en permettant l'abolition des frontières intérieures (et donc suppression du contrôle des personnes). Cet espace n'a pas été créé avant le 31 décembre 1992 comme cela était prévu, néanmoins le Conseil étendit le droit de séjour aux personnes n'exerçant pas d'activité économique (sous réserve de ressources suffisantes et d'une couverture sociale). Ces droits furent institutionnalisés par l'instauration de la citoyenneté de l'Union européenne dans le Traité de Maastricht en 1992. En octobre de la même année, le Conseil européen réuni à Birmingham délimita les contours de cette citoyenneté en déclarant que « la citoyenneté de l'Union confère à nos citoyens davantage de droits et de protection, sans se substituer en aucune manière à leur citoyenneté nationale ». 
En 1997, le traité d'Amsterdam a approfondi la libre circulation des personnes à travers l'Accord de Schengen, tandis que le Conseil européen de Tampere (1999) a réaffirmé le principe de la constitution d'un espace de justice européen permettant aux citoyens de saisir les tribunaux de n'importe quel pays.
En 2019, 95,1 % de la population de l'UE bénéficie de la citoyenneté de l'UE, tandis que 4,9 % de la population n'en bénéficie pas.

## Droits et libertés associés à la citoyenneté européenne
La citoyenneté européenne offre certains droits et privilèges à l'intérieur de l'Union. Dans beaucoup de domaines, les citoyens de l'Union ont les mêmes droits ou des droits similaires que les citoyens locaux des États membres. Les droits garantis aux citoyens de l'Union incluent : 
- le droit de ne pas faire l'objet de discriminations en raison de la nationalité dans les limites d'application du Traité (Article 18 TE) ;
- la liberté de circulation (Convention de Schengen) et de résidence à travers l'Union et le droit de demander du travail à n'importe quel poste (y compris fonctionnaire national à l'exception de postes sensibles tel que militaires) (Articles 18 TFUE, 20§2a et 21§1 TFUE[2]) ;
- le droit de vote et le droit de se présenter aux élections locales et européennes dans n'importe quel État membre sous les mêmes conditions que les nationaux de cet État (Articles 10 TUE, 20§2b et 22 TFUE[2]) ;
- le droit à la protection par les autorités diplomatiques ou consulaires des autres États (Articles 35 TUE, 20§2c et 23 TFUE)[6] ;
- le droit de pétition devant le Parlement européen et de recours devant le Médiateur européen ou la Commission européenne (Articles 11§4 TUE, 20§2d, 24, 227 et 228 TFUE[2]) ;
- le droit de s'adresser aux institutions de l'Union européenne dans l'une des langues officielles et de recevoir une réponse dans cette même langue (Articles 20§2d et 24 TFUE[2]) ;
- le droit d'accès aux documents des institutions, organes et organismes de l'Union (Article 15 TFUE[2]).

### Libre circulation

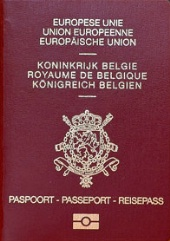
Passeport belge

Les règles concernant la libre circulation des personnes sont pour la plupart définies par la directive 2004/38. Les citoyens de l’Union pourront séjourner dans un État membre pour une durée de trois mois sans aucune autre obligation que celle de détenir une carte d’identité ou un passeport en cours de validité. Toutefois, pour des périodes de plus de trois mois le droit de séjour d'un citoyen de l'Union (et des membres de sa famille l'accompagnant) est acquis sous certaines conditions :
- le citoyen est un travailleur salarié ou non salarié dans l'État membre d'accueil, ou,
- il dispose de ressources suffisantes et d'une assurance maladie complète afin de ne pas devenir une charge pour le système d'assistance sociale de l'État membre d'accueil, ou,
- il est inscrit dans un établissement agréé ou financé par l'État membre d'accueil pour y suivre des études, y compris une formation professionnelle et il dispose d'une assurance maladie complète et garantit qu'il dispose de ressources suffisantes afin d'éviter de devenir une charge pour le système d'assistance sociale de cet État.

Pour ces séjours d'une durée supérieure à trois mois, l'État membre d'accueil peut imposer aux citoyens de l'Union de se faire enregistrer auprès des autorités compétentes. Au-delà de cinq ans, le citoyen acquiert le droit de séjour permanent sur le territoire de l'État d'accueil.
Le droit de faire venir sa famille est accordé aux citoyens européens mais peut ne pas être applicable pour les personnes vivant dans un pays dont elles ont la nationalité.

#### Exceptions temporaires
Lorsque de nouveaux pays adhèrent à l'Union, le traité d'adhésion peut éventuellement spécifier des mesures transitoires pour limiter temporairement la libre circulation des ressortissants des États entrants, dans les États membres qui en font la demande. 
Le traité d'adhésion de 2004 accueillant dix nouveaux membres, ainsi que celui de 2007 concernant la Bulgarie et la Roumanie contiennent de telles mesures. La restriction prévue par ces traités ne peut pas se prolonger pendant plus de sept ans, répartis de la manière suivante : 
- un État membre décide d'appliquer les restrictions de libre circulation pour une période de deux ans,
- après rapport de la commission, il peut prolonger la restriction pour trois années de supplémentaires,
- finalement, il peut de nouveau proroger ces restrictions pour deux années supplémentaires « si son marché du travail subit ou est menacé de subir des perturbations graves »[11].

Ainsi, en 2010, les ressortissants de la Bulgarie et de la Roumanie ne sont pas totalement bénéficiaires du principe de libre circulation européen en France, l'obtention d'un titre de séjour et d'une autorisation de travail étant toujours obligatoire.

### Élections
En matière d'élections, un citoyen européen peut : 
- voter et être élu aux élections européennes,
- voter et être élu aux élections municipales de l'État membre où il réside (depuis plus de trois mois)[13].

En France, il peut être conseiller municipal, mais il ne peut être maire ou adjoint, ni participer, directement ou non, à l'élection des sénateurs.
En Belgique, il peut être conseiller communal depuis 2004 et échevin (adjoint) depuis 2006,.
Au Luxembourg, il peut être conseiller communal, bourgmestre ou échevin
L'existence des initiatives citoyennes européennes (ICE), lancées le 1er avril 2012, a permis la mise sur pied d'une initiative intitulée Let me vote (« Laissez-moi voter ») et qui tente d'obtenir pour les citoyens européens le droit de vote à toutes les élections dans leur pays de résidence à l'intérieur de l'UE.

### Travail dans la fonction publique
Un citoyen européen peut être fonctionnaire dans son État de résidence mais uniquement pour des emplois ne mettant pas en jeu la souveraineté ou sécurité nationale. En France, par exemple, la loi du 26 juillet 2005 a ouvert la fonction publique aux étrangers ressortissant d'un État membre de l'Union européenne, réservant aux nationaux les seuls postes « impliquant l’exercice de la souveraineté ou mettant en œuvre des prérogatives de la puissance publique (armée, police, magistrature, diplomatie et administration fiscale) »

## Devoirs
Les devoirs des citoyens de l'Union européenne ne sont prescrits par aucun des traités actuels. Néanmoins, la Charte des droits fondamentaux de l'Union européenne pose le principe suivant : « la jouissance de ces droits entraîne des responsabilités et des devoirs ».

## Jurisprudence
La jurisprudence précise les droits des citoyens de l'Union. Les affaires suivantes donnent un aperçu de la diversité de cette jurisprudence.

### Aide financière des étudiants
Les conditions posées par le droit national en matière d'octroi d'une aide couvrant les frais d'entretien des étudiants doivent être objectivement justifiées et indépendantes de la nationalité des citoyens de l'Union européenne. Pour déterminer si tel est le cas, une juridiction nationale doit vérifier que ces conditions sont appropriées pour établir l'existence d'un lien réel entre un citoyen de l'Union demandant une telle aide et le système éducatif national et la société nationale. En outre, ces conditions ne doivent pas aller au-delà de ce qui est nécessaire pour atteindre cet objectif.

### Imposition fiscale d'une pension alimentaire
Les articles 12, premier alinéa, CE et 18, paragraphe 1, CE doivent être interprétés en ce sens qu'ils ne s'opposent pas à ce qu'un contribuable résidant en Allemagne ne puisse pas, en vertu d'une réglementation nationale telle que celle en cause dans l'affaire au principal, déduire de son revenu imposable dans cet État membre la pension alimentaire versée à son ex-épouse résidant dans un autre État membre dans lequel ladite pension n'est pas imposable, alors qu'il en aurait le droit si son ex-épouse résidait en Allemagne.

### Changement de nom des enfants mineurs
Les articles 12 CE et 17 CE doivent être interprétés en ce sens qu'ils s'opposent à ce que, dans des circonstances telles que celles de l'affaire au principal, l'autorité administrative d'un État membre refuse de donner une suite favorable à une demande de changement de nom pour des enfants mineurs résidant dans cet État et disposant de la double nationalité dudit État et d'un autre État membre, alors que cette demande a pour objet que ces enfants puissent porter le nom dont ils seraient titulaires en vertu du droit et de la tradition du second État membre.

### Prestations de sécurité sociale des demandeurs d'emploi
Au stade actuel de son évolution, le droit communautaire n'exige pas qu'une prestation de sécurité sociale, destinée aux demandeurs d'emploi qui apportent la preuve de l'insuffisance de leurs ressources, soit versée à un citoyen de l'Union qui entre sur le territoire d'un État membre dans l'intention d'y chercher un emploi et qui ne justifie d'aucun enracinement dans cet État ni d'aucun lien avec le marché du travail national.

### Séjour des enfants de parents divorcés
Les enfants d'un citoyen de l'Union européenne qui se sont installés dans un État membre alors que leur parent exerçait des droits de séjour en tant que travailleur migrant dans cet État membre sont en droit d'y séjourner afin d'y poursuivre des cours d'enseignement général, conformément à l'article 12 du règlement (CEE) no 1612/68 du Conseil, du 15 octobre 1968, relatif à la libre circulation des travailleurs à l'intérieur de la Communauté. Le fait que les parents des enfants concernés ont entre-temps divorcé, le fait que seul l'un des parents est un citoyen de l'Union et que ce parent n'est plus un travailleur migrant dans l'État membre d'accueil ou le fait que les enfants ne sont pas eux-mêmes des citoyens de l'Union n'ont à cet égard aucune incidence.

### Bénéfice d'une prestation sociale
Les articles 6 et 8 du traité CE (devenus, après modification, articles 12 CE et 17 CE) s'opposent à ce que le bénéfice d'une prestation sociale d'un régime non contributif, telle que le minimum de moyens d'existence prévu à l'article 1er de la loi belge du 7 août 1974, soit subordonné, en ce qui concerne les ressortissants d'États membres autres que l'État membre d'accueil sur le territoire duquel lesdits ressortissants séjournent légalement, à la condition que ces derniers entrent dans le champ d'application du règlement (CEE) no 1612/68 du Conseil, du 15 octobre 1968, relatif à la libre circulation des travailleurs à l'intérieur de la Communauté, alors même qu'aucune condition de cette nature ne s'applique aux ressortissants de l'État membre d'accueil.

### Double nationalité
Dans l'affaire Mario Vicente Micheletti et autres contre Delegación del Gobierno en Cantabria, il a été établi que « la définition des conditions d'acquisition et de perte de la nationalité relève, conformément au droit international, de la compétence de chaque État membre, compétence qui doit être exercée dans le respect du droit communautaire ». D'après cette même affaire, la double nationalité dont seule l'une des deux concerne un État membre est suffisante pour satisfaire les exigences de « citoyenneté de l'Union ».
Les dispositions du droit communautaire en matière de liberté d'établissement s'opposent à ce qu'un État membre refuse le bénéfice de cette liberté au ressortissant d'un autre État membre qui possède en même temps la nationalité d'un État tiers, au motif que la législation de l'État d'accueil le considère comme ressortissant de l'État tiers.

## Directive 2004/38
Les législations secondaires et les affaires existantes ont été consolidées par la Directive 2004/38/CE du 29 avril 2004 « relative au droit des citoyens de l'Union et des membres de leurs familles de circuler et de séjourner librement sur le territoire des États membres » modifiant le règlement (CEE) no 1612/68 et abrogeant une série de directives antérieures ,.
L'article 24 de cette directive énonce que « tout citoyen de l’Union qui séjourne sur le territoire de l’État membre d’accueil en vertu de la présente directive bénéficie de l’égalité de traitement avec les ressortissants de cet État membre dans le domaine d’application du traité ». En d'autres termes, l'égalité de traitement n'est pas limitée aux travailleurs : un étudiant ou un chômeur, citoyen d'un État de l'UE, a les mêmes droits que les autres étudiants et chômeurs d'un autre État de l'UE, lorsqu'il réside dans celui-ci. La Cour de justice des Communautés européennes a renforcé ce droit (par exemple dans le cadre d'un citoyen allemand, parti travailler en Autriche puis bénéficiant par la suite d'allocations chômage en Autriche, revenu en Allemagne et qui réclamait à la Caisse autrichienne le versement de ces allocations ).

## Effet du retrait britannique
Par définition, selon le traité de Lisbonne, 

« Est citoyen de l’Union toute personne ayant la nationalité d’un État membre. »

— Article 9 du traité de Lisbonne
De ce fait, la procédure de retrait du Royaume-Uni de l'Union européenne suppose pour les Britanniques la perte de la qualité de national d’un État membre, et donc, par définition, la perte de la citoyenneté de l'Union européenne.
Toutefois, une négociation pourrait aboutir à une conservation des statuts et des droits qui y affèrent[source insuffisante], si les parties parviennent à un accord
De ce fait, un grand nombre de Britanniques, dont dix députés, ont demandé l'acquisition de la nationalité irlandaise afin de préserver leur citoyenneté européenne, engendrant une hausse notable des demandes de naturalisation, entre les résultats du référendum sur l'appartenance du Royaume-Uni à l'Union européenne et le déclenchement de l'article 50 du traité sur l'Union européenne.
Des actions judiciaires ont également été ouvertes par des nationaux Britanniques s'estimant lésés et contestant leur perte de citoyenneté engendrée par le Brexit.

## Accord avec des pays tiers
L'Union européenne est partie prenante avec des pays tiers dans des accords relatifs à quelques droits de libre circulation des citoyens. Parmi ces accords, on trouve :
- Accord du 21 juin 1999 entre la Confédération suisse d’une part, et la Communauté européenne et ses États membres, d’autre part, sur la libre circulation des personnes
- Accord de retrait du Royaume-Uni de l'Union européenne

Ces accords dont bénéficient certains citoyens de l'UE couvrent des droits spécifiques, sans qu'il s'agisse de l'ensemble des droits des citoyens de l'UE.

## Sondages
L'eurobaromètre indique que la majorité des européens ont une connaissance du statut de citoyen de l'union :
- 65 % connaissent l'expression « citoyenneté de l'Union européenne » et sa significaiton
- 89 % connaissent le droit de déposer une plainte auprès des institutions de l'Union européenne
- 85 % le droit de séjourner dans tout État membre de l'UE
- 81 % le droit d'être traités de la même manière qu'un ressortissant de cet État membre
- 92 % se tourneraient vers une délégation de l'UE, en cas de besoin hors de l'UE en l'absence de consulat ou ambassade de leur nation[32].

## Sources

## Compléments

### Textes juridiques
- Décret no 2007-371 du 21 mars 2007 relatif au droit de séjour en France des citoyens de l'Union européenne, des ressortissants des autres États parties à l'Espace économique européen et de la Confédération suisse ainsi que des membres de leur famille.
- Textes divers transposant la directive n°2004/38